# Hexamethylentriperoxiddiamin
Hexamethylentriperoxiddiamin (C6H12N2O6), kort HMTD, et krystallinsk, hvidt stof, er et overordentligt virksomt sprængstof. Som de fleste andre organiske peroxider er HMTD særdeles ustabil og kan detonere ved slag, varme, friktion, gnister, elektricitet eller UV-lys.
Antændes HMTD i fri luft, altså uden først at være fortættet, brænder det med et glimt som almindeligt skydebomuld.
Hvis man derimod inddæmmer eller sammenpresser HMTD, kan det let eksplodere.

## Fremstilling
HMTD bliver fremstillet ud fra hexamin og brintoverilte (H2O2) under anvendelse af svovlsyre til styring af syregraden. På intet tidspunkt af processen må stoffet komme i berøring med metaller.

## Andet
Molekylvægt:	208,1 g/mol 

Energitab ved fremstilling:	-384,7 kcal/kg = -1610,6 kJ/kg 

Eksplosionsvarme:

(H2O flydende):	 805 kcal/kg = 3369 kJ/kg 

(H2O damp):	 747 kcal/kg = 3128 kJ/kg 

Massefylde:	 1,57 g/cm³ 

Eksplosionstemperatur:	133 °C (nedbrydning fra 75 °C) 

Detonationshastighed: 	4500 – 5100 m/s 

Slagfølsomhed:	0,06 kp m = 0,6Nm 

Dette stof er underlagt bestemmelserne i våbenloven. Det betyder, at fremstilling, køb, transport, oplagring og anvendelse af stoffet kræver særlig godkendelse fra politiet.
| Naturvidenskab | Spire Denne naturvidenskabsartikel er en spire som bør udbygges. Du er velkommen til at hjælpe Wikipedia ved at udvide den. |